# The Sims 3 (Wii)
The Sims 3 — однопользовательская и многопользовательская видеоигра в жанре симулятора жизни, разработанная компанией Maxis под руководством геймдизайнера Рода Хамбла и изданная компанией Electronic Arts. Её выход состоялся 26 октября 2010 года. Игрок управляет персонажем, он должен удовлетворять свои базовые потребности и зарабатывать на жизнь. Сим также может заводить отношения, строить семью и стать родителем. Игрок также может выполнять разного рода квесты и задания, чтобы зарабатывать награды.
Разработка консольной The Sims 3 для Wii велась параллельно с версиями для PlayStation 3, Xbox 360, тем не менее игровой процесс игры для Wii подвергся фундаментальным изменениям, чтобы соответствовать ограниченным характеристикам Wii, но и по прежнему привлекать игрока наличием оригинального контента. В частности данная игра вводит прямое управление, систему заданий и квестов, ряд геймплейных расширений, таких, как например сёрфинг, а также поддерживает мультуплеерный режим с участием до четырёх игроков через интернет.
Игра получила в основном сдержанные оценки со стороны игровых критиков. Средняя оценка по версии агрегатора Metacritic составляет 58 баллов из 100 возможных. С одной стороны критики похвалили игру за мультиплеер, и систему квестов, с другой стороны указали на плохую графику, обилие внутриигровых ошибок и постоянные зависания.

## Игровой процесс
Игра представляет собой нелинейный симулятор жизни , созданный по подобию The Sims 3 для персональных компьютеров. В отличие от версий игры для PlayStation 3 и Xbox 360, являющихся в целом идентичными портами игры для ПК, версия для Wii подверглась фундаментальным изменениям, чтобы соответствовать ограниченным характеристикам Wii. Из игры исключили множество элементов The Sims 3 для ПК, но и добавили ряд элементов, эксклюзивных для Wii. В частности управление персонажем с «укажи и щёлкни» было заменено на прямой контроль от третьего лица. Игрок должен использовать аналоговый джойстик, чтобы перемещать своего персонажа. Редактор строительства также был переделан, вместо необходимости строить дом с нуля, игра предлагает готовые макеты зданий, внутри которых игрок может устанавливать дополнительные стены и затем обустраивать пространство мебелью. Тем не менее такие «оболочки» наделены архитектурными элементами, отсутствующими в традиционном редакторе строительства в версиях для ПК, PS3 и Xbox360. В игре можно умереть, а также возможно обзаводится детьми, однако в игре исключены жизненные стадии детей, таким образом новорожденный сразу же становится подростком. В семье можно иметь до шести персонажей. 
Игровой процесс в игре в целом адаптирован для того, чтобы сим больше проводил времени за пределами дома, выполнял разного рода задания и завязан на посещении общественных мест, например для питания требуется посещать продуктовый магазин, для развития навыков — тренажёрный зал, библиотеку и так далее. Игра вводит эксклюзивный прибрежный городок под названием Виста Бич (англ. Vista Beach)
Само ядро игрового процесса осталось неизменным: игрок создаёт персонажа женского или мужского пола, наделяет его желаемой внешностью и стилем, а затем управляет, попутно исполняя его базовые потребности во сне, еде, гигиене, туалете, отдыхе и общении. Сим также должен добывать денежные средства и завязывать отношения с другими персонажами. Для поддержания связи с симом, необходимо взять его номер мобильного телефона.
В игру введено подобие ролевых квестов, предлагающих игроку выполнять разного рода задания в обмен на различные награды, выполнение квестов также помогает персонажу добиться его жизненных целей. Персонаж может работать, зарабатывая деньги. Существуют также силы кармы, с помощью которых игрок может влиять на события в игре, и которые он может использовать в обмен на «очки жизненных достижений». Данные кармы могут как благословлять симов, наделяя их разными возможностями и привилегиями, так и проклинать. Помимо квестов и карм, The Sims 3 для Wii обладает и другим эксклюзивным контентом, часть из которого была добавлена в ПК-версию The Sims 3 годами позже, в составе дополнений. В частности в игру внедрена механика погоды и системы выпадения осадков. Также в игре можно плавать в море, заниматься кайтсерфингом или кататься на скейтборде в скейт-парке.
В игру также внедрён мультиплеерный режим. В частности в игре имеется двупользовательский режим, позволяющий второму игроку управлять садовым гномом, помогая управляемому первым игроком симу, или же наоборот, устраивая пакости. Также в игру внедрён режим «Life Moments», в котором могут принять участие до четырёх игроков. Суть режима сводится к тому, что каждый игрок управляет одним симом, начиная с его юного возраста и на протяжении всей его игровой жизни. Четыре персонажа на заданное специальной локации соревнуются между собой в том, кто наберёт большее количество «очков жизненных достижений». В данном режиме можно также прямо противостоять друг другу, принимая участие в мини-играх. Некоторые задания, наоборот требуют сотрудничества. Побеждает в итоге тот, кто сумеет наибольшее количество очков.

## Разработка и выход
Разработка The Sims 3 для Wii велась параллельно с версиями для PlayStation 3, Xbox 360 и Nindendo DS, 3DS, в свете успешных продаж оригинальной ПК-версии The Sims 3, ставшей самой продаваемой игрой 2009 года. Ещё раньше Уилл Райт, создатель оригинальной The Sims, выражал уверенность относительно того, что у приставки Wii был большой потенциал стать игровым устройством следующего поколения и он также желал для неё выпустить игру серии The Sims.
Хотя за основу разработки был взят игровой движок The Sims 3 для ПК, из-за ограниченных характеристик Wii, разработчикам пришлось значительно переработать игру, упростить графику и отказаться от многих элементов игрового процесса из ПК-версии. Тем не менее, чтобы игра не выглядела, как ухудшенная версия ПК-оригинала, разработчики решили значительно переделать игровой процесс, в частности добавить механику прямого управления, приспособленную для использования пультом дистанционного управления или нунчаками Wii. Также было решено ввести множество особенностей, эксклюзивных для Wii версии, в частности новый игровой мир, карьеры, погодные условия, катание на сёрфинге итд. Разработчики утверждали, что симы смогут жить в домах на воде или на деревьях. Хотя ядро игрового процесса осталось неизменным, а именно нелинейная симуляция жизни — сам игровой процесс был переработан, чтобы сделать особый акцент на квестах.
Впервые о предстоящем выпуске The Sims 3 для Wii стало известно 27 апреля 2010 года. Тогда же было объявлено, игра игра поступит в продажу осенью того же года. Тогда же стало известно, что игра будет включать в себя эксклюзивный контент, например в виде пляжной тематики, ориентироваться на приключения, а также встроенный мультиплеерный режим, однако её редактор строительства будет значительно упрощён. Выход The Sims 3 состоялся 26 октября 2010 года в США, 12 ноября в Европе и 15 ноября в России. Всего, в мире было продано 1,46 миллионов копий игры, основные продажи пришлись Европу (0,7 млн) и Северную Америку (0,61 млн).

## Критика
| Сводный рейтинг               | Сводный рейтинг |
| Агрегатор                     | Оценка          |
| ----------------------------- | --------------- |
| GameRankings                  | 56,00 %         |
| Metacritic                    | 58/100          |
| Иноязычные издания            |                 |
| Издание                       | Оценка          |
| GamingXP                      | 63 %            |
| Official Nintendo Magazine UK | 60 %            |
| Nintendo Gamer                | 52 %            |

Игра получила в основном сдержанные оценки со стороны игровых критиков. Средняя оценка по версии агрегатора Metacritic составляет 58 баллов из 100 возможных, а со стороны пользователей — лишь 23 балла из 100. Например редакция Official Nintendo Magazine UK заметила, что «лишь на покраску четырёх стен уйдёт вечность». Редактор Nintendo Gamer назвал игру просто неуклюжим портом.
Критик сайта GamingXp назвал The Sims 3 для Wii в целом идентичной ПК-версии, что касается симуляции жизни и разных жизненных сценариев. Рецензент также похвалили игру за её управление, осуществляемое с помощью устройств Wii Mote и нунчаков, назвав его простым и интуитивно понятны. Обозреватель сайта Eyes of Nintendo заметил, что был приятно удивлён тем, что игровой процесс заточен на то, чтобы игровой персонаж как можно чаще выбирался за пределы своего живого участка, а также оценил введённый мультиплеерный режим, считающий его дальше интереснее, чем оригинальный геймплей. Отдельно критик IGN похвалил игру за её многопользовательский режим, заметив, что данное решение стало верным для игры, предлагающей ограниченные возможности в сравнении с ПК-версией. Рецензент также заметил, что Wii-версию можно рассматривать, как первую игру во франшизе The Sims, без учёта The Sims Online, где поверх базового игрового процесса внедрён мультиплеерный режим. Тем не менее критик был разочарован тем, что данный режим подбирает случайных игроков, и не позволяет выбирать друзей, в таком случае мультиплеер стал бы по мнению рецензент ещё увлекательнее.
Критик GamingXp указал на неумело сделанный редактор строительства, заметив, что зачастую игрок не может разместить предмет на нужном для него месте, или же персонаж отказывается взаимодействовать с предметами, например с холодильником, обрекая себя на голодание. Представитель Eyes of Nintendo был разочарован имеющимся редактором строительства, он также указал на раздражающие постоянные загрузки, сопровождающие сима каждые 10 секунд. Также критик был смущён решением отказаться от жизненных стадий младенца и ребёнка, заметив, что в итоге беременная женщина рожает подростка, а также указал на отсутствие какой либо общественной жизни ночью.
В итоге критик GamingXp подытожил, что с одной стороны The Sims 3 для Wii удалось сохранить дух оригинальной The Sims, однако ограниченные характеристики Wii дают о себе знать в виде плохой графики, постоянных внутриигровых ошибок и зависаний. Также критик указал на слишком однообразную музыку, которая быстро надоедает и её невозможно отключить.